# Pervez Musharraf
Pervez Musharraf (urdu: پرويز مشرف) (født 11. august 1943 i Delhi, Indien, død 5. februar 2023 på et hospital i Dubai) var Pakistans statsoverhoved og præsident fra 20. juni 2001 og frem til sin tilbagetræden 18. august 2008. Han var øverstkommanderende for hæren fra 1998 og nåede gennem to valgperioder at være landets reelle magthaver efter et militærkup i 1999.
Under Musharrafs styre blev Shaukat Aziz udnævnt til premierminister.
Musharraf var bl.a. på besøg i Norge, USA, England, Saudi Arabien, Indien, Malaysia, Bangladesh, Indonesien, Tyrkiet, Iran, Jordan, Spanien, Tyskland, Kina og Afghanistan.
Under et stadigt voksende pres fra store dele af befolkningen, samt fra den siddende regering, valgte han 18. august 2008 at træde tilbage fra sin post med øjeblikkelig varsel. Han blev afløst som præsident af Senatets formand Muhammad Mian Soomro, der fungerede som overgangspræsident indtil afholdelse af et nyvalg. Med Musharrafs tilbagetræden mistede USA en af sine trofaste allierede i regionen.